# Khu bảo tồn thiên nhiên Katun
Khu bảo tồn thiên nhiên Katun (tiếng Nga: Катунский заповедник) (còn được gọi là Katunsky) là một khu bảo tồn thiên nhiên nghiêm ngặt nằm trên khu vực cao nguyên Trung Altai, phía nam Siberia thuộc Ust-Koksinsky, Cộng hòa Altai, dọc theo biên giới với nước Cộng hòa Kazakhstan. Sông Katun là nhánh chính của Sông Obi chảy qua một khu vực thung lũng nằm trong khu bảo tồn. Con sông này bắt nguồn từ Núi Belukha là ngọn núi cao nhất ở Siberia với 4.506 mét (14.783 ft) nằm ở rìa phía đông của khu bảo tồn. Đây là khu bảo tồn đa dạng sinh học quốc tế quan trọng, một phần của Di sản thế giới Các ngọn núi vàng của dãy Altay được UNESCO công nhận từ năm 1998.

## Động thực vật
Khu vực này có 700 loài thực vật, 51 loài động vật có vú, 140 loài chim, 3 loài bò sát và 8 loài cá. Nó cũng là nhà của rất nhiều loài bị đe dọa trên toàn cầu của các loài động thực vật như Erythronium sibiricum, Paeonia hybrida, Asplenium exiguum và số ít báo tuyết. Tự nhiên ở đây gồm có các sông băng, lãnh nguyên núi cao, đồng cỏ và rừng. Địa hình được hình thành chủ yếu bởi các sông băng, với những hồ nước nhỏ, suối, thác nước và những khu vực núi có độ dốc lớn.